# Ǿ
Ǿ (minuskule ǿ) je speciální znak latinky, zvaný přeškrtnuté O s čárkou.

## Použití

### Dánština
Dánština někdy používá Ǿ pro odlišení dvou slov, která se stejně píší. Příkladem mohou být slova gǿr (štěká) a gør (dělá), která by se normálně obě psala s Ø, nicméně písmeno Ǿ není na dánské klávesnici, takže se používá velmi zřídka.

### Další jazyky
Ǿ se také dříve používalo ve staré norštině a používá ho jazyk nzime v Kamerunu.

## Unicode
V Unicode mají písmena Ǿ a ǿ tyto kódy:
- Ǿ U+01FE nebo U+00D8 U+0301
- ǿ U+01FF nebo U+00F8 U+0301